# Gornje Vukovsko
Gornje Vukovsko je naseljeno mjesto u općini Kupres, Federacija Bosne i Hercegovine, BiH.

## Stanovništvo

### 1991.
Nacionalni sastav stanovništva 1991. godine, bio je sljedeći:
ukupno: 89
- Srbi - 89

### 2013.
Nacionalni sastav stanovništva 2013. godine, bio je sljedeći:
ukupno: 1
- Srbi - 1

## Vanjske poveznice
- maplandia.com: Gornje Vukovsko